# 애완남 키우기 나는 펫
애완남 키우기 나는 펫은 코미디TV에서 정규 방영하였으며, 경제능력을 갖춘 미혼 커리어 우먼이 미남을 '펫(애완동물)'로 삼아 동거하는 과정을 담아 리얼리티를 표방하는 프로그램이다. '펫'으로 등장하는 남자 출연자들은 거의 대부분 여자 출연자들보다 나이가 연하이고, '시즌7'까지 방송했으며 2009년 8월 29일에 종영했다.

## 출연자

### 시즌 1(2007.07.14 ~ 2007.10.20)
- 김희주(여) & 유승민(남)
- 청미(여) & 임세혁(남)
- 김목련(여) & 최동근(남)

### 시즌 2(2007.10.28 ~ 2008.02.04)
- 김유리 = 아라이 유리(여) & 정진성(남)
- 김화연(여) & 이창민(남)
- 신동희(여) & 김현웅(남)

### 시즌 3(2008.02.09 ~ 2008.05.24)
- 이지은(여) 과 유미(여) & 이꽃남(남)
- 김시향(여) & 김선형(남)
- 김유진(여) & 성기국(남)

### 시즌 4(2008.05.31 ~ 2008.09.13)
- 유아름(여) 과 유민욱(남) & 박지환(남)
- 지호진(여) & 최강휘(남) 와 김수환(남)
- 김예진(여) & 김도혁(남)

### 시즌 5(2008.09.20 ~ 2009.01.10)
- 정가은(여) & 임동균(남)
- 은혜린(여) & 윤광선(남)
- 한세주(여) & 박기표(남)

### 시즌 6(2009.01.17 ~ 2009.04.18)
- 유은혜(여) & 최관희(남)
- 박지윤(여) & 이상진(남)
- 최연경(여) & 신종호(남)

### 시즌 7(2009.07.11 ~ 2009.08.29)
- 패리스 문슈(문숙영)(여) & 김경현(남)
- 장은애(여) & 구현호(남)
- 김주현(여) & 소준영(남)

## 방송 출연 이후
- 시즌 3의 김시향은 연기자로 활약중이며, 시즌 5의 정가은도 케이블 채널의 각종 프로그램 출연으로 이름이 알려지기 시작했다.
- 그리고 한세주는 2010년 영화 악마를 보았다에 출연하기도 했다.
- 특히 김시향은 김선형, 임세혁과 함께 김시향의 놈놈놈에 출연했다.
- 시즌 1의 청미는 2008년에 싱글 앨범을 발표했고, 최동근은 SBS 온에어에 카메오 출연한 적이 있다.
- 또, 시즌 3의 김유진은 2009년 광고모델로 등장하기도 했다.
- 시즌 4의 박지환은 2010년 SBS E!TV드라마 키스 앤 더 시티에 출연했고, 현재 쇼핑몰을 운영 중인 것으로 전해지고 있다.

## 기타 특이사항
- 시즌 1에서 청미의 지인으로 유인나가 등장하기도 했다. 유인나는 이를 계기로 본격적인 연기자 활동을 시작하게 된다.
- 시즌 3에서 이꽃남의 싱글녀는 원래는 이지은이었다. 그러다가 3회 방송에 동거인 유미가 합류하면서 펫 1명에 주인 두 명이 동거하는 상황이 연출된다. 이런 설정은 시즌 4에서도 유지된다.
- 시즌 4에서 박지환의 경우, 유아름의 친오빠인 유민욱이 최초로 펫을 확인하는 상황이 있었다. 이후 박지환은 시즌3 이꽃남과 마찬가지로 두명의 주인과 동거하게 된다.
- 시즌 4에서 박지환, 유아름커플은 이전과는 다르게 유아름의 오빠인 유민욱의 학원(아세아실용음악학원 보관됨 2016-04-11 - 웨이백 머신)에서 펫과 지냈다.
- 시즌 4에서 최강휘가 말썽을 피운다는 이유로 지호진이 특채 펫을 신청해 김수환이 합류하게 된다. 따라서 지호진의 펫이 2명으로 늘어나게 됐는데, 싱글녀 1명에 펫 2명이 동거하는 상황은 전 시리즈를 통틀어 시즌 4가 유일하다.
- 시즌 7에는 장은애의 친구로 간미연이 등장했는데, 이 두 사람은 실제로 여고 동창으로 알려져 있다.
- 시즌 7에서 패리스 문슈의 파티 장소 섭외 장면에 구준엽이 깜짝 등장하기도 했다.

## 방송 편성
- 시즌1~시즌5 = 15부작
- 시즌6 = 14부작
- 시즌7 = 8부작

## 논란
- 나는 펫의 여자 출연자들 중 일부 유명인이 등장해 시청자들로부터 곱지않은 시선을 받기도 했다.
- 시즌 4의 경우, '4억 소녀'로 알려진 김예진과 모델 출신의 지호진이 주인으로 출연하여 펫 분양을 받았는데, 이에 대해 시청자들이 유명인 등장으로 리얼리티의 질을 떨어뜨린다고 부정적인 시선을 보내기도 했다.